# والریا پیرون
والریا پیرون (انگلیسی: Valeria Pirone؛ زادهٔ ۳ دسامبر ۱۹۸۸) بازیکن فوتبال اهل ایتالیا است.
وی همچنین در تیم ملی فوتبال زنان ایتالیا بازی کرده‌است.